# Style chalet

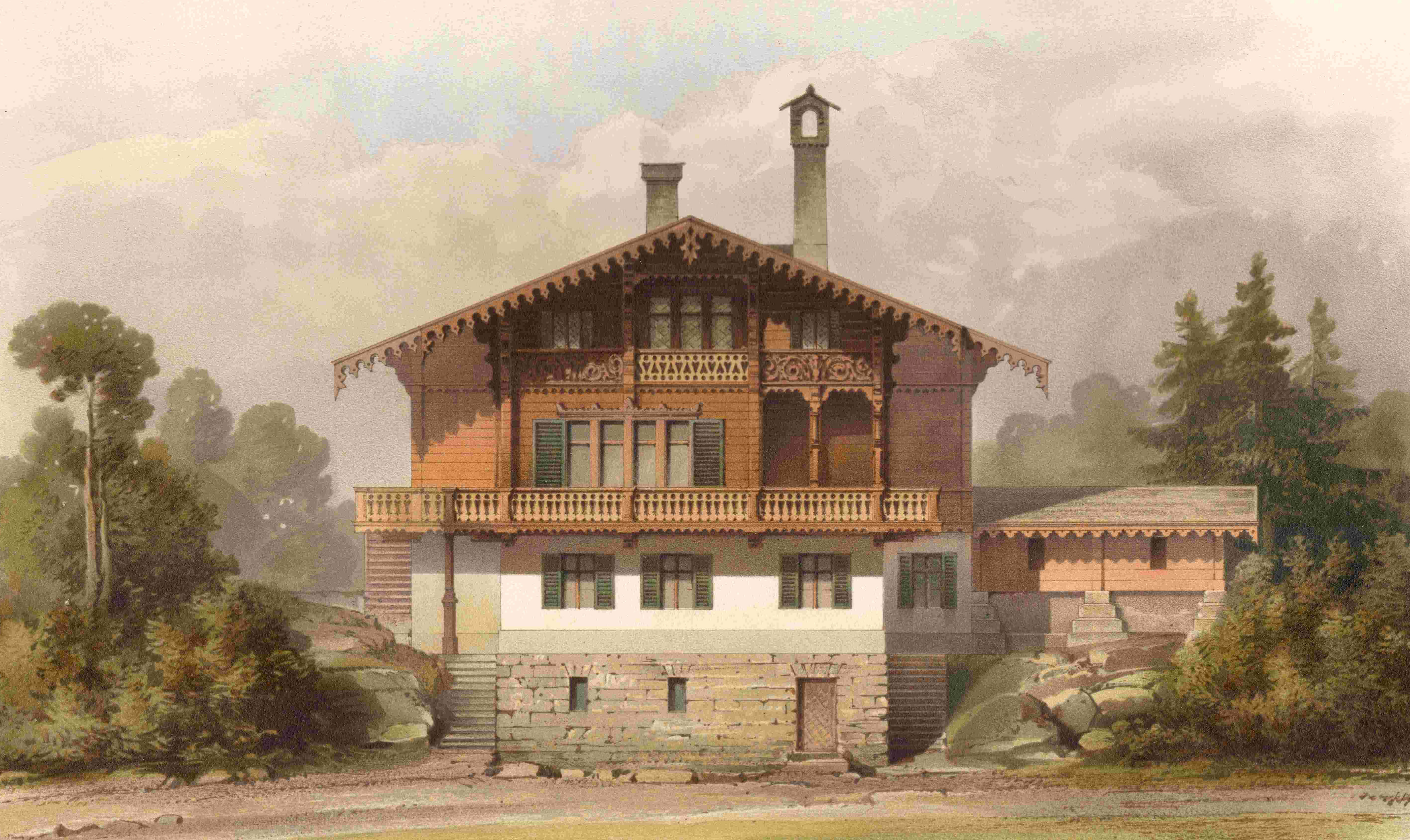
Schweizerhaus à Klein Glienicke près de Berlin, conçu par Ferdinand von Arnim, 1867

Le style chalet (anglais : Swiss chalet style, allemand : Schweizerstil, norvégien : sveitserstil) est un style architectural de l'historicisme tardif, inspiré à l'origine des chalets ruraux de Suisse et des régions alpines (montagneuses) d'Europe centrale. Le style fait référence à des constructions traditionnelles caractérisées par des toits largement en saillie et des façades richement décorées avec des balcons en bois et des ornements sculptés. Il s'est répandu en Allemagne, en Autriche-Hongrie et en Scandinavie durant la Belle Époque.

## Histoire

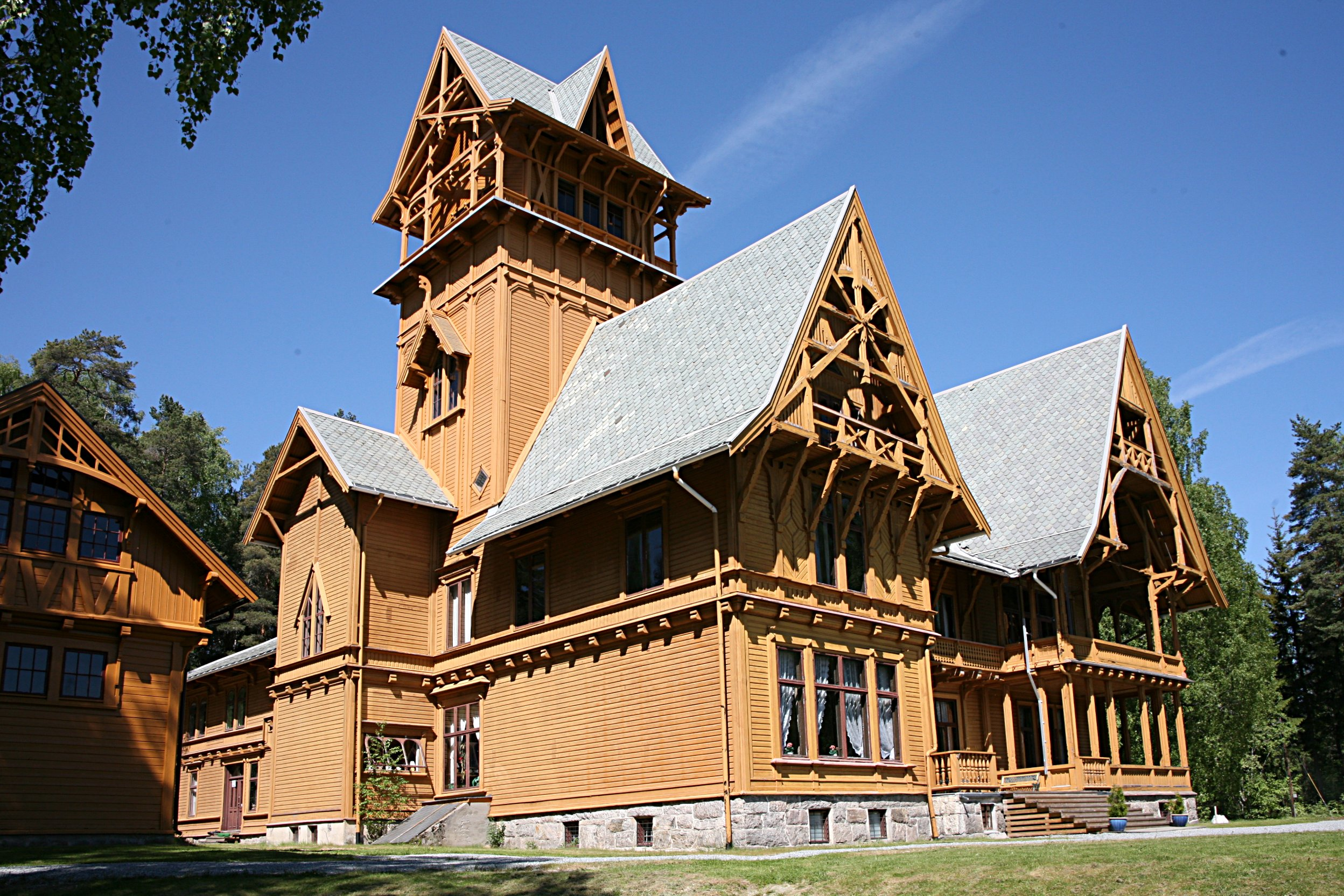
Villa Fridheim à Krødsherad, Norvège.

Le style des chalets suisses remonte à l’époque romantique de la fin du XVIIIe siècle et du début du XIXe siècle, lorsque les idées du jardin paysager anglais ont inspiré les parcs et les résidences en Allemagne, tels le Royaume des jardins de Dessau-Wörlitz. Il est devenu très apprécié sur le continent par les nobles propriétaires terriens impressionnés par la "vie simple" des habitants des montagnes. 
Le style de chalet s'étend bientôt aux paysages allemands du Mittelgebirge tels que les montagnes du Harz ou de Dresde et la région adjacente de Bohême du Nord. En tant que bâtiment « moderne », il a également influencé la Bäderarchitektur des stations balnéaires de la mer Baltique, comme à Binz ou à Heringsdorf. Vers 1900, des éléments de conception ont été utilisés dans la construction de nombreuses maisons familiales bourgeoises, portée par des architectes notables tels que Heinrich von Ferstel, pour construire de plus grandes demeures et hôtels.
Le style a été encore popularisé par les premières vagues de tourisme de personnes riches du nord et de l'ouest de l'Europe et est devenu populaire dans d'autres régions d'Europe et d'Amérique du Nord, notamment dans l'architecture de la Norvège, de l'Islande et des Pays-Bas, ainsi que dans l'architecture des maisons de campagne anglaises, de Suède et de Cincinnati (Ohio, États-Unis), à la fin du XIXe et au début du XXe siècle. Parmi les exemples anglais de ce style de chalet, citons Boathouse à Belton House, Lincolnshire d’Anthony Salvin et Swiss Cottage à Osborne House, sur l’île de Wight, construits pour les enfants de la reine Victoria.

## Les caractéristiques
Le style est caractérisé par :
- toits à pignons avec larges avant-toits ;
- poutres de construction apparentes, y compris les grands supports ;
- sculpture décorative et moulures ;
- balcons ;
- larges fenêtre ;
- bardage Weatherboarding (en)), généralement peint, souvent de couleurs vives.

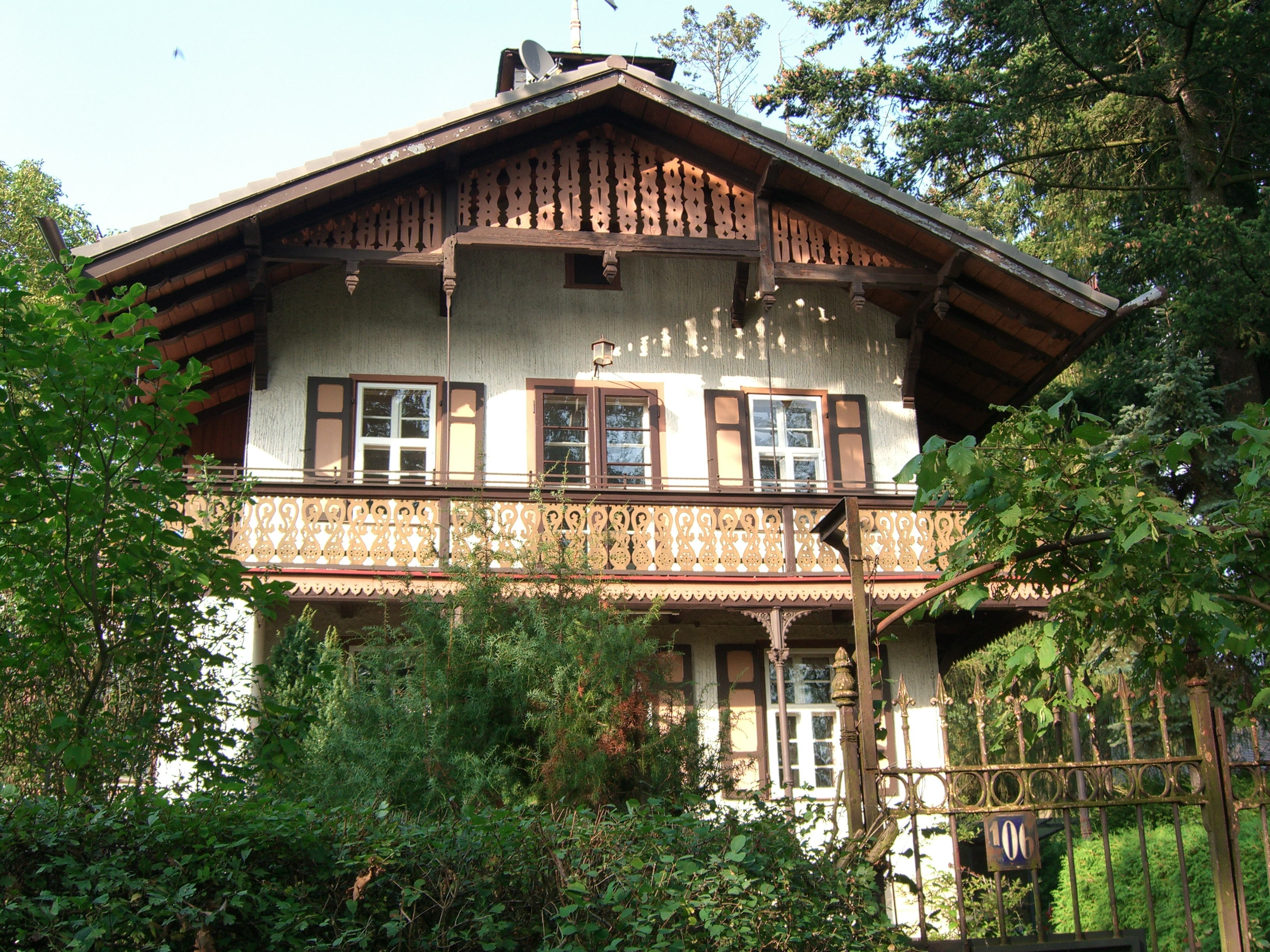
Villa à Erlangen.
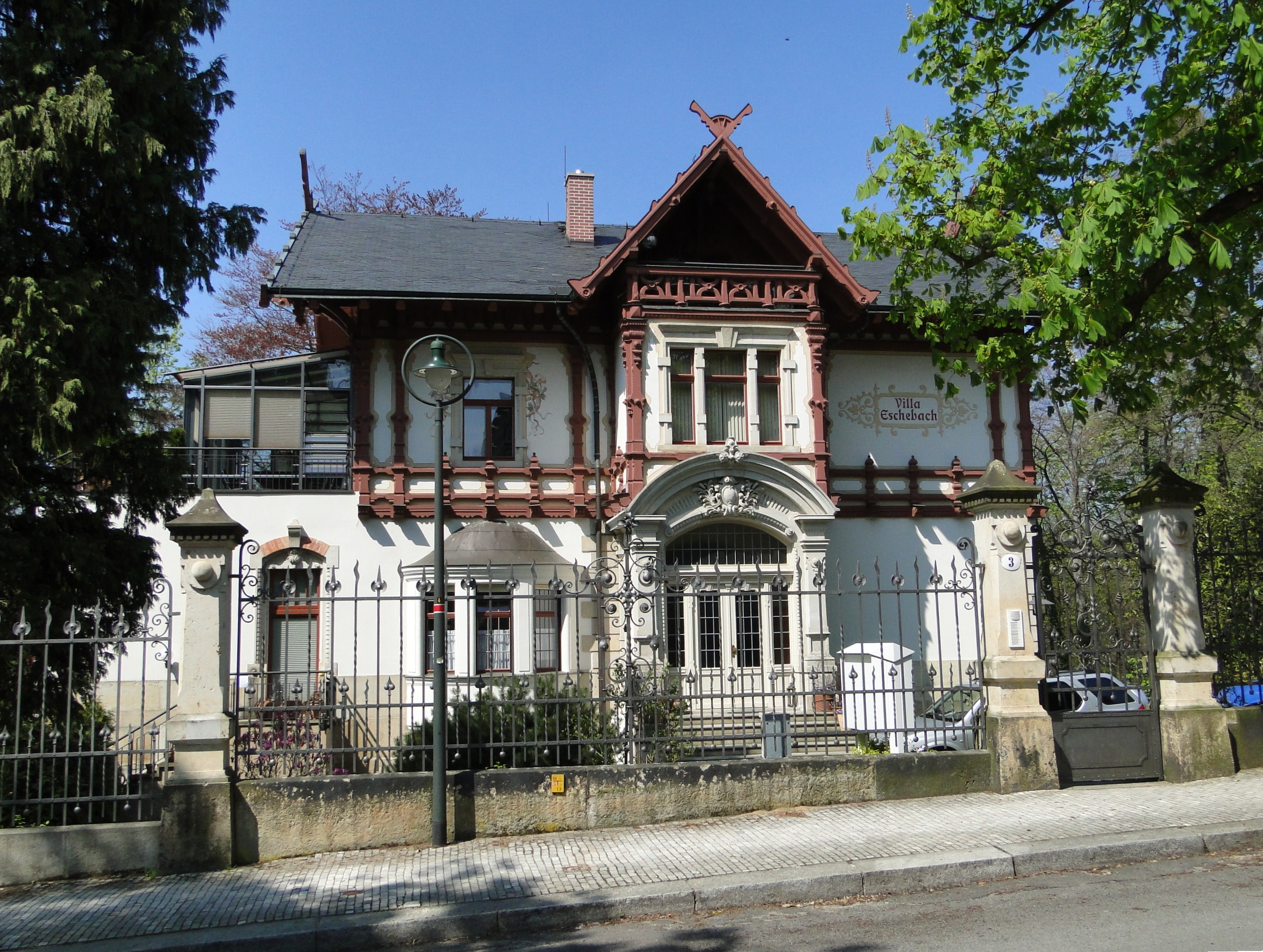
Villa Eschebach à Dresde.
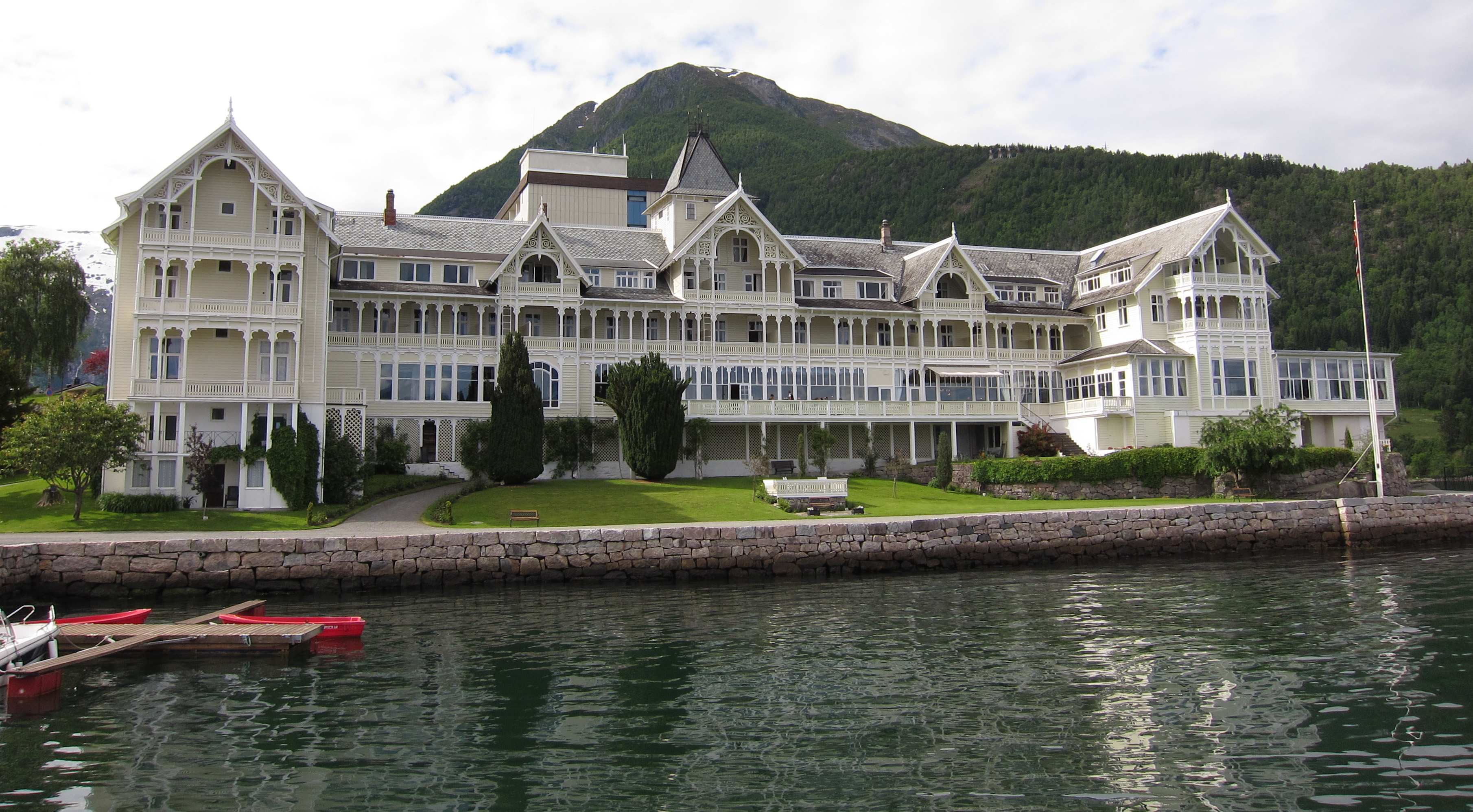
Kviknes Hotel à Balestrand, Norvège, planifié par Franz Wilhelm Schiertz en 1894.
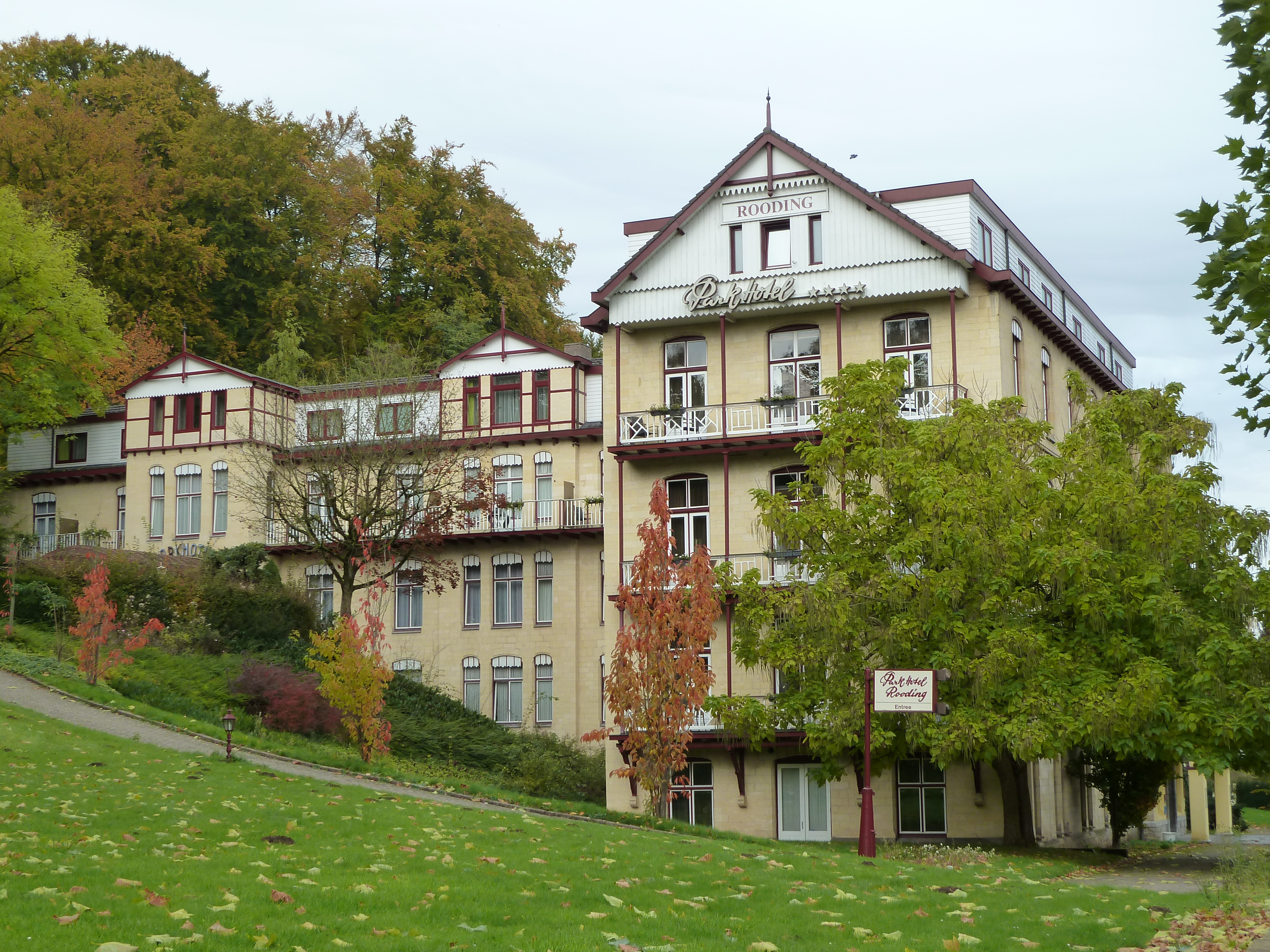
Hôtel Rooding à Valkenburg (1892), conçu par Pierre Cuypers.